# 75 Dywizjon Rakietowy Obrony Powietrznej
75 Dywizjon Rakietowy Obrony Powietrznej (75 dr OP) – samodzielny pododdział Wojsk Obrony Przeciwlotniczej Sił Powietrznych.
Dywizjon stacjonował w Gliwicach, podlegał dowódcy 1 Śląskiej Brygady Rakietowej Obrony Powietrznej. Z dniem 30 czerwca 2011 dywizjon został rozformowany.

## Historia
Dywizjon sformowano na podstawie Zarządzenia Szefa Sztabu Generalnego WP Nr 021/Org. z dnia 30 marca 1978 roku jako 75 dywizjon ogniowy artylerii rakietowej i dyslokowano w m. Przezchlebie koło Gliwic, z podległością dowódcy 1 Dywizji Artylerii OPK. Pierwszym uzbrojeniem jednostki były zestawy rakietowe S-125 Newa. Do zadań dywizjonu należała obrona strefy powietrznej w obrębie GOP.
W 1980 roku dywizjon przeprowadził strzelania bojowe na poligonie w Aszułuku w ZSRR. Kolejne odbyły się w roku 1984.
W 1991 roku jednostka zmieniła nazwę na 75 dywizjon rakietowy OP.
Strzelanie na poligonie krajowym w Ustce dywizjon odbył w latach 1993 i 1996.
W roku 2000 jednostka została przezbrojona w zmodernizowane zestawy rakietowe S-125 Newa-SC i odbyła pierwsze strzelania kwalifikacyjne. Strzelania bojowe odbyły się w roku 2002.
Dywizjon posiadał własną odznakę pamiątkową oraz oznakę rozpoznawczą, wprowadzone decyzją nr 125/MON z dnia 10 kwietnia 2006
Święto jednostki obchodzone było corocznie w dniu 1 sierpnia – decyzja nr 115/MON z dnia 10 kwietnia 2006.
W związku ze zmianami w strukturach Sił Powietrznych, decyzją MON nr Z-37/Org./P1 z 27 maja 2010, następnie decyzją MON nr PF-68/Org./SSG/ZOiU-P1 z 19 sierpnia 2010 oraz wykonawczym rozkazem Dowódcy Sił Powietrznych nr PF-211 z  8 września 2010 zdecydowano o rozformowaniu jednostki w terminie do 30 czerwca 2011. Na bazie jej środków sformowano nowy 34 dr OP w Bytomiu.

## Struktura
- dowództwo
- sztab
- bateria dowodzenia
- bateria radiotechniczna
- bateria startowa (S-125 Newa-SC)

## Dowódcy dywizjonu
- 1978–1983 – ppłk Rudolf Ryncarz
- 1983–1985 – mjr Wiesław Wolak
- 1985–1991 – ppłk Michał Janda
- 1991–1998 – ppłk Jerzy Andrzejak
- 1998–2004 – ppłk Ireneusz Zaguła
- 2004–2011 – ppłk Dariusz Stefański

## Podporządkowanie
- 1 Dywizja Artylerii OPK (1978–1988)
- 1 Brygada Artylerii OPK (1988–1991)
- 1 Śląska Brygada Rakietowa Obrony Powietrznej (1991–2011)